# STAYC
STAYC (/ˈsteɪsi/; tiếng Hàn: 스테이씨; Romaja: Seuteissi; viết tắt của Star To A Young Culture) là một nhóm nhạc nữ Hàn Quốc được thành lập và quản lý bởi High Up Entertainment. Đây là nhóm nhạc đầu tiên được công ty ra mắt sau khi thành lập bởi nhà sản xuất Black Eyed Pilseung. Nhóm bao gồm 6 thành viên: Sumin, Sieun, Isa, Seeun, Yoon và J. Nhóm chính thức ra mắt vào ngày 12 tháng 11 năm 2020, với single đầu tay Star To A Young Culture.

## Ý nghĩa tên gọi
STAYC có nghĩa là "Star To A Young Culture" (tạm dịch: Ngôi sao của nền văn hóa trẻ). Nó có nghĩa là STAYC muốn tiến tới một văn hóa trẻ.

## Mục tiêu
Mục tiêu của STAYC đúng như tên gọi của họ là phát triển thành "ngôi sao dẫn dắt nền văn hóa trẻ" và trở thành "Tương lai của K-pop". STAYC cũng có kế hoạch thu phục trái tim người hâm mộ bằng nét quyến rũ "Teen-Fresh", thể hiện sự tươi mới của các cô gái tuổi teen.

## Lịch sử

### Trước khi ra mắt
- Sieun từng ra mắt là diễn viên nhí vào năm 2014, là thực tập sinh mảng diễn viên và thần tượng của JYP Entertainment, nhưng đã rời công ty vào năm 2019 sau khi hệ thống JYP Actors không còn tồn tại.
- Sumin và Seeun từng là thực tập sinh của IST Entertainment[2].
- J từng là thực tập sinh mảng diễn viên tại JYP Entertainment từ năm 2017 đến 2019.

### 2020: Ra mắt công chúng,Star To A Young Culture
Vào ngày 8 tháng 9 năm 2020, High Up Entertainment thông báo rằng họ sẽ ra mắt một nhóm nhạc nữ vào nửa cuối năm. Họ cũng tiết lộ thành viên đầu tiên là Park Si-eun. Vào ngày 9 tháng 9, họ đã tiết lộ thành viên thứ hai và thứ ba lần lượt là Bae Su-min và Yoon Se-eun. Trước khi ra mắt, STAYC được biết đến với cái tên "High Up Girls", được đặt theo tên công ty của họ, High Up Entertainment.
Vào ngày 7 tháng 10 năm 2020, High Up Entertainment thông báo rằng nhóm sẽ có sáu thành viên và họ sẽ ra mắt vào tháng 11. Vào ngày 12 tháng 10, công ty tiết lộ tên nhóm sẽ là "STAYC"; viết tắt của "Star To A Young Culture" và họ sẽ ra mắt vào ngày 12 tháng 11 năm 2020. Trong khoảng thời gian đó, các teaser của các thành viên lần lượt được tiết lộ.
Ngày 12 tháng 11 năm 2020, STAYC ra mắt công chúng bằng việc phát hành album đĩa đơn đầu tay mang tên Star To A Young Culture Chỉ chưa đầy một ngày kể từ khi sản phẩm được trình làng tới công chúng, nhóm đã mang về kỷ lục đầu tiên trong sự nghiệp của mình. Cụ thể, STAYC được ghi nhận là nhóm nhạc nữ ra mắt trong năm 2020 có doanh thu bán đĩa ngày đầu tiên cao nhất với hơn 4.300 album được bán ra. Về mảng nhạc số, các cô gái cũng đồng thời là nhóm nhạc nữ tân binh duy nhất trong năm có ca khúc ra mắt nằm trong top 20 bảng xếp hạng thời gian thực của hai trang nghe nhạc trực tuyến hàng đầu tại Hàn Quốc là Bugs và Genie.

### 2021:STAYDOM,Stereotype

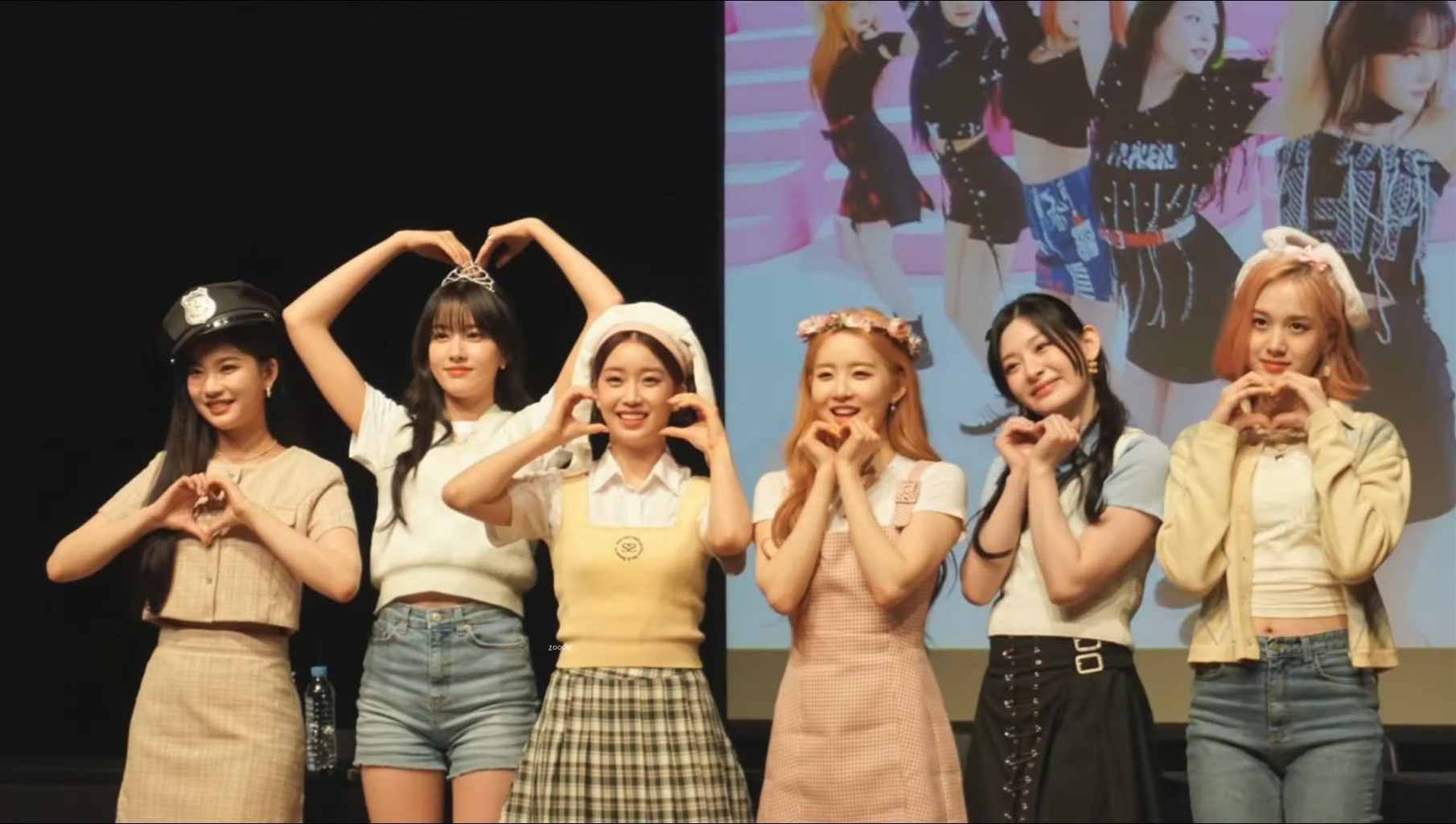
STAYC vào năm 2021

Ngày 8 tháng 4 năm 2021, STAYC phát hành album đĩa đơn thứ 2 Staydom với ca khúc chủ đề "ASAP". "Staydom" là cái tên được kết hợp giữa "STAYC" và cụm từ "FREEDOM" trong tiếng Anh, qua album này họ mong muốn truyền tải sự tự do cho mọi người. "ASAP" là tên viết tắt dựa trên cụm từ "As Soon As Possible" mang nội dung nói về việc mong muốn có thể gặp được mẫu người lí tưởng trong lòng một cách nhanh nhất có thể. Staydom là album đầu tiên của một nhóm nhạc nữ ra mắt năm 2020 bán được hơn 50.000 bản
Ngày 6 tháng 9 năm 2021, STAYC phát hành mini album đầu tay Stereotype bao gồm bài chủ đề cùng tên. Album bán được hơn 114.000 bản trong tuần đầu tiên và đạt vị trí thứ 2 trên bảng xếp hạng Gaon Album Chart. Ngày 14 tháng 9, STAYC nhận được chiếc cúp chương trình âm nhạc đầu tiên trong sự nghiệp trên The Show của SBS MTV.

### 2022-nay:Young-luv.com,We Need Lovevà ra mắt tại Nhật Bản

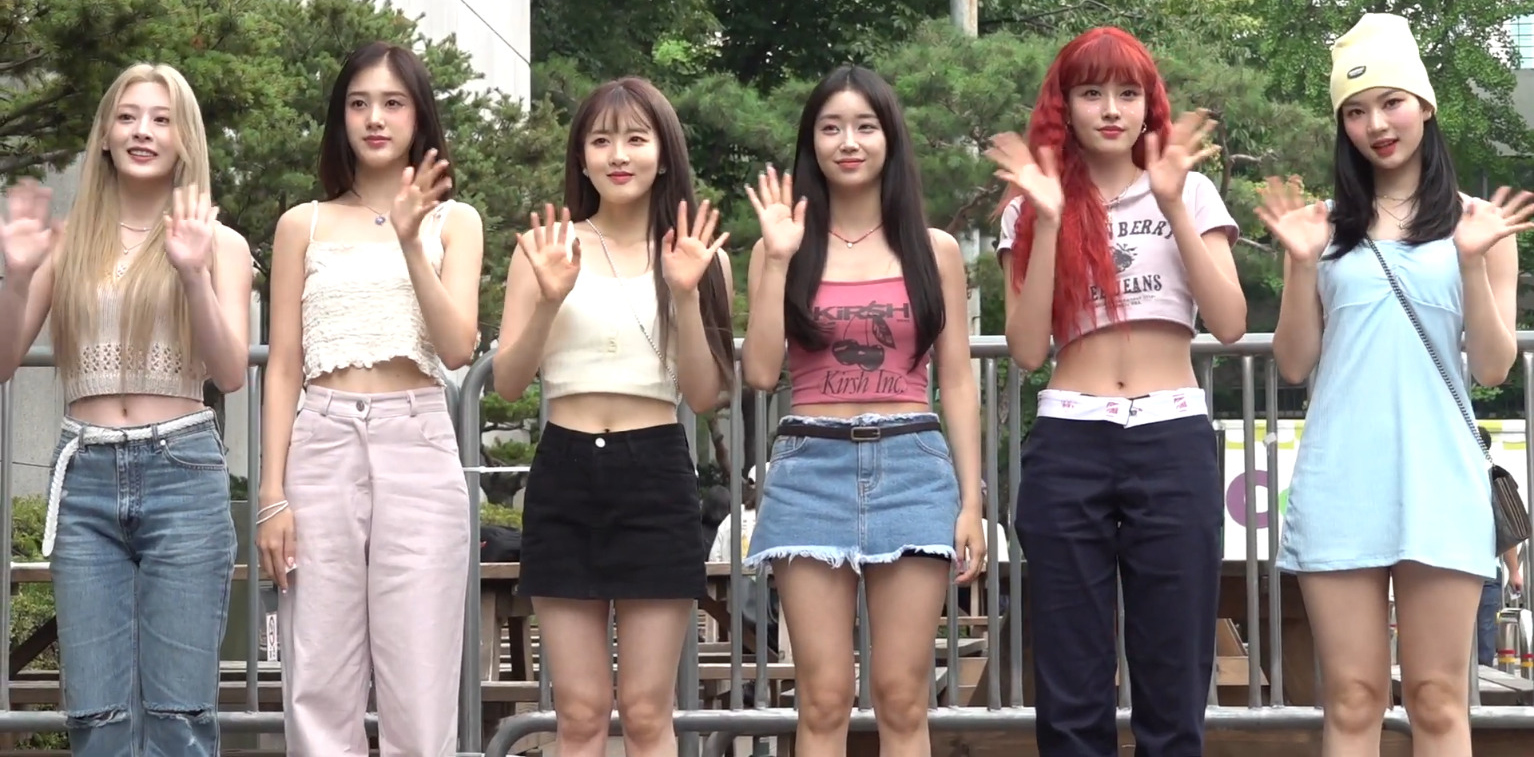
STAYC vào năm 2022

Ngày 21 tháng 2 năm 2022, STAYC phát hành mini-album thứ hai Young-Luv.com và đĩa đơn "RUN2U". Album lọt vào bảng xếp hạng Gaon Album Chart ở vị trí thứ nhất và trở thành album đầu tiên của nhóm đạt được thành tích này. "RUN2U" đạt vị trí thứ 11 trên bảng xếp hạng Gaon Digital Chart.
Ngày 19 tháng 7 nhóm trở lại với single thứ 3 We need love với bài hát chủ đề "Beautiful Monster", nhóm giành chiến thắng trên chương trình âm nhạc The Show vào ngày 26 tháng 7.
Ngày 23 tháng 11 năm 2022 STAYC chính thức debut ở Nhật Bản với single "POPPY". Single gồm ca khúc chủ đề "POPPY" và ca khúc "ASAP" phiên bản tiếng Nhật, MV "POPPY" được phát hành vào ngày 16 tháng 11 năm 2022

### 2023–nay:Teddy Bear,Teenfresh,Metamorphicvà...I
Vào ngày 18 tháng 1 năm 2023, High Up Entertainment thông báo rằng STAYC sẽ phát hành một album vào tháng 2. Vào ngày 14 tháng 2, STAYC phát hành album đơn thứ tư có tựa đề Teddy Bear cùng với đĩa đơn chính cùng tên. Album ra mắt ở vị trí số một trên Bảng xếp hạng album Circle của Hàn Quốc với 269.367 bản được bán ra. Đĩa đơn đạt vị trí thứ tư trên Bảng xếp hạng kỹ thuật số Circle và vị trí thứ năm trên Billboard South Korea Songs.
Vào ngày 23 tháng 7 năm 2023, có thông báo rằng STAYC sẽ phát hành vở kịch mở rộng thứ ba có tựa đề Teenfresh vào ngày 16 tháng 8. Vào ngày 27 tháng 7, có thông báo chính thức rằng STAYC sẽ bắt đầu chuyến lưu diễn vòng quanh thế giới đầu tiên của họ, cũng có tựa đề Teenfresh. Họ đã kết thúc chuyến lưu diễn thành công vào ngày 10 tháng 3 năm 2024 và ngay lập tức bắt tay vào thực hiện album mới.
Vào ngày 3 tháng 6 năm 2024, High Up Entertainment thông báo rằng album phòng thu đầu tiên của STAYC Metamorphic sẽ được phát hành vào ngày 1 tháng 7, với đĩa đơn chính có tên "Cheeky Icy Thang".
Vào ngày 17 tháng 10 năm 2024, High Up Entertainment thông báo rằng STAYC sẽ phát hành album đĩa đơn thứ năm có tựa đề ...l vào ngày 30 tháng 10, với đĩa đơn chính "GPT". Phiên bản tiếng Nhật của GPT được phát hành vào ngày 13 tháng 11, cùng với "Tell Me Now".

## Thành viên
Chú thích: In đậm là trưởng nhóm
| Nghệ danh | Nghệ danh | Nghệ danh | Tên khai sinh | Tên khai sinh | Tên khai sinh    | Tên khai sinh | Tên khai sinh  | Ngày sinh        | Nơi sinh           | Quốc tịch |
| Latinh    | Hangul    | Kana      | Latinh        | Hangul        | Kana             | Hanja         | Hán-Việt       | Ngày sinh        | Nơi sinh           | Quốc tịch |
| Sumin     | 수민      | スミン    | Bae Sumin     | 배수민        | ぺ・スミン       | 裵秀珉        | Bùi Tú Mẫn     | 13 tháng 3, 2001 | Pohang, Hàn Quốc   | Hàn Quốc  |
| Sieun     | 시은      | シウン    | Park Sieun    | 박시은        | パク・シウン     | 朴蒔恩        | Phác Thi Ân    | 1 tháng 8, 2001  | Seoul, Hàn Quốc    | Hàn Quốc  |
| Isa       | 아이사    | アイサ    | Lee Chaeyoung | 이채영        | イ・チェヨン     | 李彩煐        | Lý Thái Anh    | 23 tháng 1, 2002 | Busan, Hàn Quốc    | Hàn Quốc  |
| Seeun     | 세은      | セウン    | Yoon Seeun    | 윤세은        | ユン・セウン     | 尹勢銀        | Doãn Thế Ngân  | 14 tháng 6, 2003 | Gyeonggi, Hàn Quốc | Hàn Quốc  |
| Yoon      | 윤        | ユン      | Shim Jayoon   | 심자윤        | シム・ジャユン   | 沈姿潤        | Thẩm Tư Nhuận  | 14 tháng 4, 2004 | Gwangju, Hàn Quốc  | Hàn Quốc  |
| J         | 재이      | ジェイ    | Jang Yeeun    | 장예은        | チャン・イェウン | 張叡恩        | Trương Nghệ Ân | 9 tháng 12, 2004 | Daejeon, Hàn Quốc  | Hàn Quốc  |

## Danh sách đĩa nhạc

### Mini-album
| Tên           | Thông tin chi tiết                                                                                  | Thứ hạng cao nhất | Thứ hạng cao nhất | Doanh số                         |
| Tên           | Thông tin chi tiết                                                                                  | HQ                | NB                | Doanh số                         |
| ------------- | --------------------------------------------------------------------------------------------------- | ----------------- | ----------------- | -------------------------------- |
| Stereotype    | - Ngày phát hành: 6 tháng 9 năm 2021 - Hãng đĩa: High Up Entertainment - Định dạng: CD, tải nhạc số | 2                 | 25                | - HQ: 187.149 - NB: 2.078 (Phy.) |
| Young-Luv.com | - Ngày phát hành: 21 tháng 2, 2022 - Hãng đĩa: High Up Entertainment - Định dạng: CD, tải nhạc số   | 1                 | 44                | - HQ: 244.465 - NB: 1.002 (Phy.) |

### Album đĩa đơn
| Tên                     | Thông tin chi tiết                                                                                    | Thứ hạng cao nhất | Doanh số      | Chứng nhận       |
| Tên                     | Thông tin chi tiết                                                                                    | HQ                | Doanh số      | Chứng nhận       |
| ----------------------- | --- | ----------------- | ------------- | ---------------- |
| Star to a Young Culture | - Ngày phát hành: 12 tháng 11 năm 2020 - Hãng đĩa: High Up Entertainment - Định dạng: CD, tải nhạc số | 6                 | - HQ: 70.262  | —                |
| Staydom                 | - Ngày phát hành: 8 tháng 4 năm 2021 - Hãng đĩa: High Up Entertainment - Định dạng: CD, tải nhạc số   | 9                 | - HQ: 105.300 | —                |
| We Need Love            | - Ngày phát hành: July 19, 2022 - Hãng đĩa: High Up Entertainment - Định dạng: CD, tải nhạc số        | 2                 | - HQ: 256.331 | - KMCA: Bạch kim |

### Đĩa đơn
| Tên                                                                                         | Năm  | Thứ hạng cao nhất | Thứ hạng cao nhất | Thứ hạng cao nhất | Thứ hạng cao nhất | Album                   |
| Tên                                                                                         | Năm  | HQ                | HQ                | SGP               | Mỹ World          | Album                   |
| Tên                                                                                         | Năm  | Gaon              | Hot               | SGP               | Mỹ World          | Album                   |
| ------------------------------------------------------------------------------------------- | ---- | ----------------- | ----------------- | ----------------- | ----------------- | ----------------------- |
| "So Bad"                                                                                    | 2020 | 159               | 82                | —                 | 21                | Star to a Young Culture |
| "ASAP"                                                                                      | 2021 | 9                 | 9                 | —                 | —                 | Staydom                 |
| "Stereotype" (색안경)                                                                       | 2021 | 27                | 17                | 22                | 16                | Stereotype              |
| "RUN2U"                                                                                     | 2022 | 4                 | 3                 | —                 | 9                 | Young-Luv.com           |
| "Beautiful Monster"                                                                         | 44   | 19                | —                 | —                 | —                 | We Need Love            |
| Tiếng Nhật                                                                                  |      |                   |                   |                   |                   |                         |
| "POPPY"                                                                                     | 2022 | TBA               | TBA               | TBA               | TBA               | POPPY                   |
| "—" cho biết bài hát không lọt vào bảng xếp hạng hoặc không được phát hành tại khu vực này. |      |                   |                   |                   |                   |                         |

### Bài hát lọt vào bảng xếp hạng khác
| Tên                                                                                         | Năm  | Thứ hạng cao nhất | Album      |
| Tên                                                                                         | Năm  | HQ                | Album      |
| ------------------------------------------------------------------------------------------- | ---- | ----------------- | ---------- |
| "So What"                                                                                   | 2021 | —                 | Staydom    |
| "Love Fool" (사랑은 원래 이렇게 아픈 건가요)                                                | 2021 | —                 | Staydom    |
| "I'll Be There"                                                                             | 2021 | —                 | Stereotype |
| "Slow Down"                                                                                 | 2021 | —                 | Stereotype |
| "Complex"                                                                                   | 2021 | —                 | Stereotype |
| "—" cho biết bài hát không lọt vào bảng xếp hạng hoặc không được phát hành tại khu vực này. |      |                   |            |

## Danh sách video

### Video âm nhạc
| Tên                 | Năm  | Đạo diễn                           | Chú thích |
| ------------------- | ---- | ---------------------------------- | --------- |
| "So Bad"            | 2020 | Minjun Lee, Hayoung Lee (MOSWANTD) | [ 28 ]    |
| "ASAP"              | 2021 | Samin Han (Dextor-Lab)             | [ 29 ]    |
| "Stereotype"        | 2021 | Woogie Kim (MOTHER)                | [ 30 ]    |
| "Run2u"             | 2022 | Woogie Kim (MOTHER)                |           |
| "Beautiful Monster" | 2022 |                                    |           |
| "POPPY"             | 2022 |                                    |           |

## Tiếp nhận
Khi STAYC được ra mắt, họ đã nhận được nhiều sự chú ý từ nhiều người khác nhau. Họ được đánh giá cao về ngoại hình và tài năng.

## Giải thưởng và đề cử
| Giải thưởng                        | Năm  | Hạng mục                                       | Đề cử cho  | Hạng mục  | Chú thích |
| ---------------------------------- | ---- | ---------------------------------------------- | ---------- | --------- | --------- |
| Asia Artist Awards                 | 2021 | New Wave Singer Award                          | STAYC      | Đoạt giải | [ 31 ]    |
| Asia Artist Awards                 | 2021 | Female Idol Popularity Award                   | STAYC      | Đề cử     | [ 32 ]    |
| Asia Model Awards                  | 2021 | Rookie of the Year                             | STAYC      | Đoạt giải | [ 33 ]    |
| Asian Pop Music Awards             | 2021 | Best New Artist (Overseas)                     | STAYC      | Đề cử     | [ 34 ]    |
| Brand Customer Loyalty Award       | 2021 | Best Female Rookie Award                       | STAYC      | Đoạt giải | [ 35 ]    |
| Brand of the Year Awards           | 2021 | Female Rookie Idol Award                       | STAYC      | Đề cử     | [ 36 ]    |
| The Fact Music Awards              | 2021 | Next Leader Award                              | STAYC      | Đoạt giải | [ 37 ]    |
| The Fact Music Awards              | 2021 | Fan & Star Choice Award (Artist)               | STAYC      | Đề cử     | [ 38 ]    |
| Gaon Chart Music Awards            | 2021 | New Artist of the Year - Digital               | So Bad     | Đề cử     | [ 39 ]    |
| Gaon Chart Music Awards            | 2022 | Discovery of the Year – Hot Trend              | STAYC      | Đoạt giải | [ 40 ]    |
| Gaon Chart Music Awards            | 2022 | Artist of the Year (Digital Music) – September | Stereotype | Đề cử     | [ 41 ]    |
| Golden Disc Awards                 | 2022 | Digital Song Bonsang                           | ASAP       | Đoạt giải | [ 42 ]    |
| Golden Disc Awards                 | 2022 | Rookie of the Year Award                       | STAYC      | Đoạt giải | [ 43 ]    |
| Golden Disc Awards                 | 2022 | Seezn Most Popular Artist Award                | STAYC      | Đề cử     | [ 44 ]    |
| Korea Culture Entertainment Awards | 2021 | K-Pop Star Award                               | STAYC      | Đoạt giải | [ 45 ]    |
| Korea First Brand Awards           | 2022 | Female Idol Rising Star Award                  | STAYC      | Đề cử     | [ 46 ]    |
| Korean Music Awards                | 2022 | Best K-pop Song                                | ASAP       | Đề cử     | [ 47 ]    |
| Korean Music Awards                | 2022 | Rookie of the Year                             | STAYC      | Đề cử     | [ 48 ]    |
| Melon Music Awards                 | 2021 | 1theK Original Content Award                   | STAYC      | Đoạt giải | [ 49 ]    |
| Melon Music Awards                 | 2021 | Best Female Group                              | STAYC      | Đề cử     | [ 49 ]    |
| Melon Music Awards                 | 2021 | Netizen Popularity Award                       | STAYC      | Đề cử     | [ 49 ]    |
| Melon Music Awards                 | 2021 | New Artist of the Year                         | STAYC      | Đề cử     | [ 49 ]    |
| Melon Music Awards                 | 2021 | Top 10 Artist                                  | STAYC      | Đề cử     | [ 49 ]    |
| Mnet Asian Music Awards            | 2021 | Best Dance Performance – Female Group          | ASAP       | Đề cử     | [ 50 ]    |
| Mnet Asian Music Awards            | 2021 | Best New Female Artist                         | STAYC      | Đề cử     | [ 50 ]    |
| Mnet Asian Music Awards            | 2021 | Song of the Year                               | ASAP       | Đề cử     | [ 50 ]    |
| Mnet Asian Music Awards            | 2021 | Worldwide Fans' Choice Top 10                  | STAYC      | Đề cử     | [ 50 ]    |
| MTV Europe Music Awards            | 2021 | Best Korean Act                                | STAYC      | Đề cử     | [ 51 ]    |
| Prêmio Anual K4US                  | 2021 | Debut of the Year                              | STAYC      | Đề cử     | [ 52 ]    |
| Prêmio Anual K4US                  | 2021 | Song of the Year                               | ASAP       | Đề cử     | [ 52 ]    |
| Seoul Music Awards                 | 2021 | K-wave Popularity Award                        | STAYC      | Đề cử     | [ 53 ]    |
| Seoul Music Awards                 | 2021 | Popularity Award                               | STAYC      | Đề cử     | [ 53 ]    |
| Seoul Music Awards                 | 2021 | Rookie of the Year                             | STAYC      | Đề cử     | [ 53 ]    |
| Seoul Music Awards                 | 2022 | Best Performance                               | STAYC      | Đoạt giải | [ 54 ]    |
| Seoul Music Awards                 | 2022 | K-wave Popularity Award                        | STAYC      | Đề cử     | [ 55 ]    |
| Seoul Music Awards                 | 2022 | Main Award (Bonsang)                           | STAYC      | Đề cử     | [ 55 ]    |
| Seoul Music Awards                 | 2022 | Popularity Award                               | STAYC      | Đề cử     | [ 55 ]    |
| Seoul Music Awards                 | 2022 | U+Idol Live Best Artist Award                  | STAYC      | Đề cử     | [ 56 ]    |

## Chương trình âm nhạc

### The Show
| Năm  | Ngày       | Bài hát             | Điểm |
| ---- | ---------- | ------------------- | ---- |
| 2021 | 14 tháng 9 | "STEREOTYPE"        | 8760 |
| 2022 | 1 tháng 3  | "RUN2U"             | 8261 |
| 2022 | 8 tháng 3  | "RUN2U"             | 7669 |
| 2022 | 26 tháng 7 | "BEAUTIFUL MONSTER" | 8369 |
| 2023 | 21 tháng 2 | "Teddy Bear"        | 9360 |
| 2023 | 29 tháng 8 | "Bubble"            | 7285 |
| 2025 | 25 tháng 3 | "BEBE"              | 7421 |

### Show Champion
| Năm  | Ngày       | Bài hát      | Điểm |
| ---- | ---------- | ------------ | ---- |
| 2021 | 15 tháng 9 | "STEREOTYPE" | 8161 |
| 2022 | 9 tháng 3  | "RUN2U"      | 5022 |
| 2023 | 22 tháng 2 | "Teddy Bear" | 6240 |
| 2023 | 8 tháng 3  | "Teddy Bear" | 6083 |

### M Countdown
| Năm  | Ngày       | Bài hát      | Điểm |
| ---- | ---------- | ------------ | ---- |
| 2021 | 16 tháng 9 | "STEREOTYPE" | 8146 |
| 2022 | 10 tháng 3 | "RUN2U"      | –    |
| 2022 | 17 tháng 3 | "RUN2U"      | 6569 |

### Music Bank
| Năm  | Ngày       | Bài hát            | Điểm |
| ---- | ---------- | ------------------ | ---- |
| 2022 | 4 tháng 3  | "RUN2U"            | 6821 |
| 2022 | 11 tháng 3 | "RUN2U"            | 4719 |
| 2023 | 24 tháng 2 | "Teddy Bear"       | 7566 |
| 2023 | 1 tháng 9  | "Bubble"           | 5928 |
| 2024 | 12 tháng 7 | "Cheeky Icy Thang" | 7502 |

### Show! Music Core
| Năm  | Ngày       | Bài hát      | Điểm |
| ---- | ---------- | ------------ | ---- |
| 2023 | 11 tháng 3 | "Teddy Bear" | 7514 |

### Inkigayo
| Năm  | Ngày       | Bài hát      | Điểm |
| ---- | ---------- | ------------ | ---- |
| 2023 | 26 tháng 2 | "Teddy Bear" | 5774 |